# Battaglia delle isole di Baiona (1590)
La battaglia delle isole di Baiona (o battaglia della baia di Baiona), fu uno scontro navale combattuto presso le Isole Cíes, in Spagna, nei primi mesi del 1590, nell'ambito della guerra degli ottant'anni.
Si scontrò una flotta anglo-olandese contro una spagnola e dopo diverse ore di duro combattimento, le forze navali spagnole composte da tre navi ottennero un insospettabile successo, sconfiggendo la flotta avversaria. L'ammiraglia degli olandesi venne abbordata e catturata, oltre ad altre sei navi. Poco dopo, Pedro de Zubiaur giunse a Ferrol assieme alle navi catturate al nemico, con grande sorpresa delle autorità spagnole nel porto.